# Abadia Cisterciense em Henryków

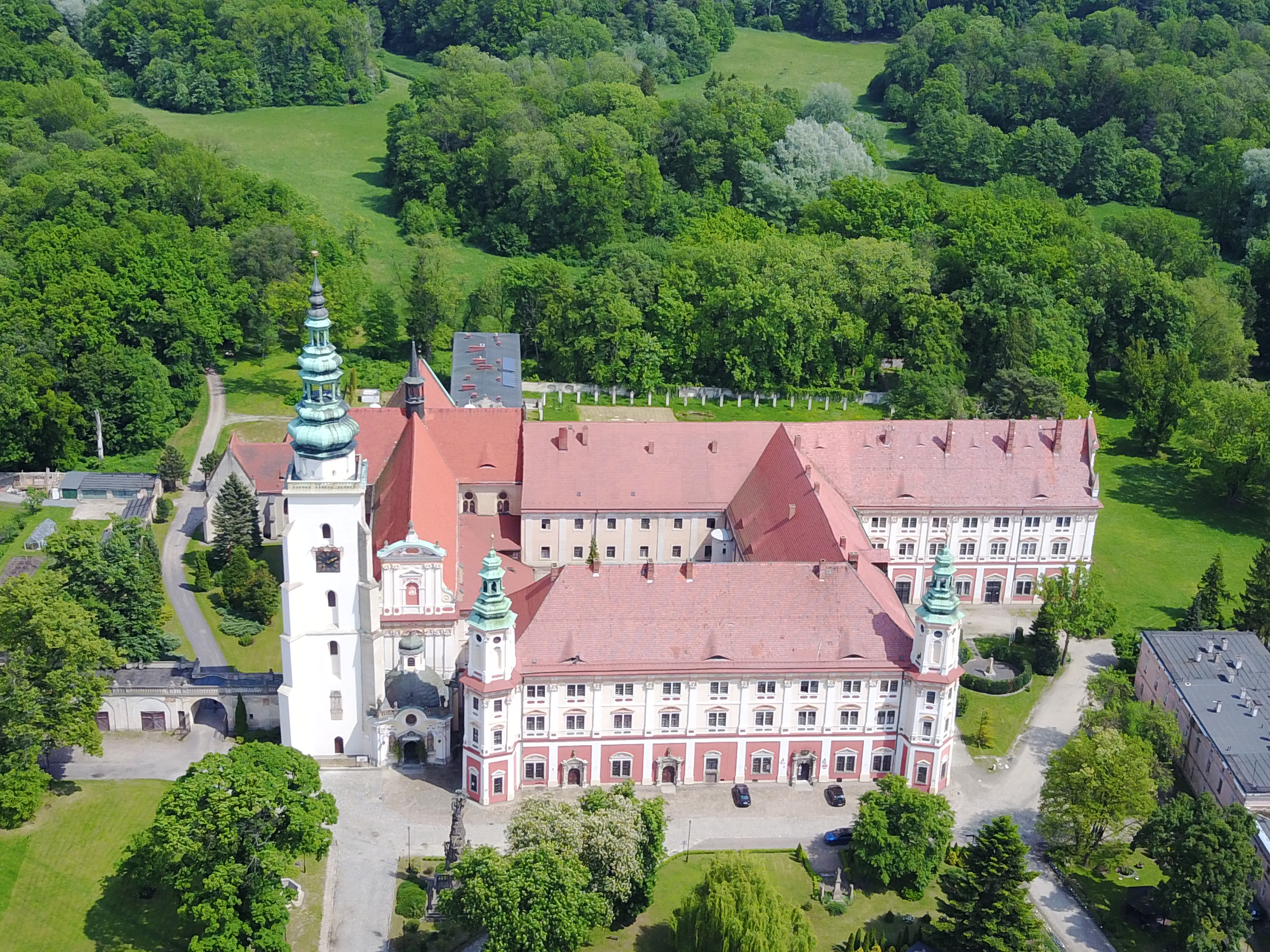
Abadia Cisterciense em Henryków

O complexo do mosteiro da abadia cisterciense em Henryków - um complexo do mosteiro barroco pós-cisterciense com a igreja da Assunção da Bem-aventurada Virgem Maria e São João Batista localizado em Henryków, na Baixa Silésia, na comuna de Ziębice.
É um dos mais magníficos e belos pressupostos barrocos da Silésia, local onde foi criado o Livro de Henryków - um monumento da literatura polaca. Hoje, o mosteiro Henryków funciona como o prior da Abadia de Szczyrzyc. Nos edifícios do antigo mosteiro, existem, entre outros, o Annus Propedeuticus - um ramo do Seminário Teológico Superior Metropolitano de Wrocław (até 2018) e a Escola Secundária Católica de abençoado Edmund Bojanowski.

## História da abadia

### Estabelecimento e desenvolvimento do mosteiro
O início da abadia Henryków data de 1222. Foi então que o duque Henrique I, o Barbudo, deu a Mikołaj, o cônego da catedral de Wrocław, permissão para se estabelecer em Henryków, no vale do rio Oława, a ordem cisterciense - um braço da Abadia de Lubiąż. Mikołaj foi o criador do assentamento dos Cistercienses em Henryków, e o fundador oficial da abadia foi o Príncipe Henrique II, o Piedoso, filho de Henrique, o Barbudo. Isso significa que o mosteiro Henryków tinha a proteção dos duques da Silésia, o que era uma garantia de seu desenvolvimento.
Os primeiros monges chegaram a Henryków em 28 de maio de 1227. Eles eram nove monges de Lubiąż, chefiados pelo Abade Henryk. Em 1228, foi emitido o documento de fundação do mosteiro, definindo ao mesmo tempo o seu vencimento. Não era muito grande em comparação com outras abadias. Em 1228, a primeira igreja do mosteiro de madeira foi consagrada. Apesar do salário modesto, o mosteiro desenvolveu-se de forma bastante dinâmica, aumentando o número de seus bens. Este desenvolvimento foi interrompido pela invasão mongol em 1241, quando a igreja e o mosteiro foram incendiados e saqueados. Além disso, a situação do mosteiro foi agravada pela morte do Príncipe Henrique, o Piedoso, perto de Legnica.

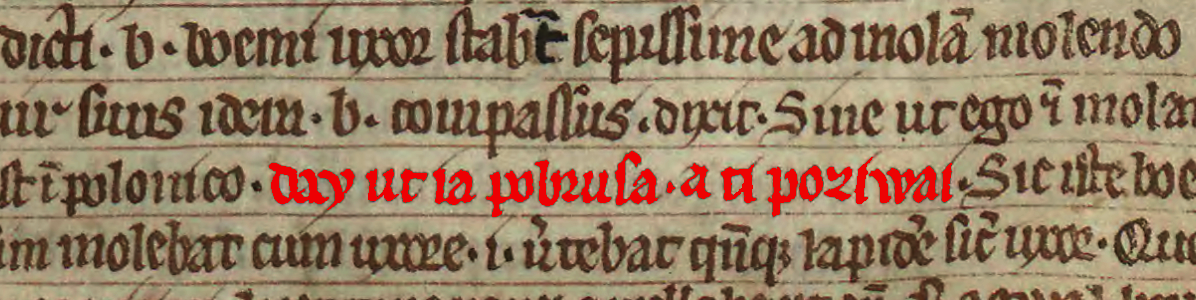
Fragmento do Livro de Henryków

Após a invasão mongol, os cistercienses se concentraram em reconstruir seu mosteiro e recuperar suas propriedades. Para organizar o estado do mosteiro, o abade Piotr escreveu um documento sob o nome de Liber fundationis claustri Sancte Marie Virginis em Henrichow. Este documento, chamado Livro de Henryków, é um dos monumentos mais valiosos da literatura polonesa - ele contém a primeira frase escrita em documentos em polonês.
Nos anos seguintes, os cistercienses cistercienses passaram a fortalecer sua posição na região. Eles obtinham sua renda principalmente de propriedades rurais e atividades artesanais. Sua posição crescente é evidenciada pelo estabelecimento de uma filial da abadia em Krzeszów em 1292. Em 1304 eles começaram a construir uma nova igreja de mosteiro gótico. Além disso, os duques de Ziębice organizaram uma necrópole familiar do mosteiro Henryków. Em 1341, ele foi sepultado no mosteiro do príncipe Bolek II de Ziębice, e logo após sua esposa. A deterioração da prosperidade do mosteiro foi provocada pelas guerras hussitas que atingiram a abadia nos anos 1427-1430. O mosteiro foi incendiado e saqueado, e os monges fugiram para Nysa e Wrocław. Infelizmente, as guerras hussitas não foram a única causa da destruição do mosteiro. Após sua conclusão, o mosteiro reconstruído foi destruído várias vezes no século XV. Em 1438 foi destruída pelo exército de Sigismund von Reichenau, e em 1459 o exército checo invadido pelo Rei Jorge de Poděbrady.
A partir de meados do século XVI, o mosteiro desenvolveu-se gradualmente. O Abade Andrzej deu uma contribuição significativa, durante a época em que foram criados elementos renascentistas dos edifícios do mosteiro. Naquela época, o abade cisterciense de Ląd realizou reformas na disciplina religiosa e no trabalho. Isso contribuiu para a melhoria das condições do mosteiro. O abade Wincenty de Strzelin também se esforçou para reformar o mosteiro. Os monges foram então ordenados a fechar o dormitório à noite, e proibidos de encontros para comida, bebida e disputas após o arranjo noturno. As mulheres também foram proibidas de entrar no recinto. A reconstrução econômica foi realizada em paralelo com a renovação espiritual. O mosteiro obteve permissão para administrar uma pousada fora de seus limites e o direito de preparar cerveja. Um aspecto importante do desenvolvimento do mosteiro foi o seu assentamento por monges alemães vindos das abadias da Grande Polônia - Ląd, Obra e Wągrowiec, onde o processo de polonização da abadia foi realizado. O processo de desenvolvimento da abadia Henryków foi interrompido pela Guerra dos Trinta Anos, quando o mosteiro foi saqueado e incendiado. Uma parte significativa da biblioteca original do mosteiro também foi destruída. A epidemia de peste que eclodiu na abadia em 1633 completou a extensão do mal.

### Anos de grandeza

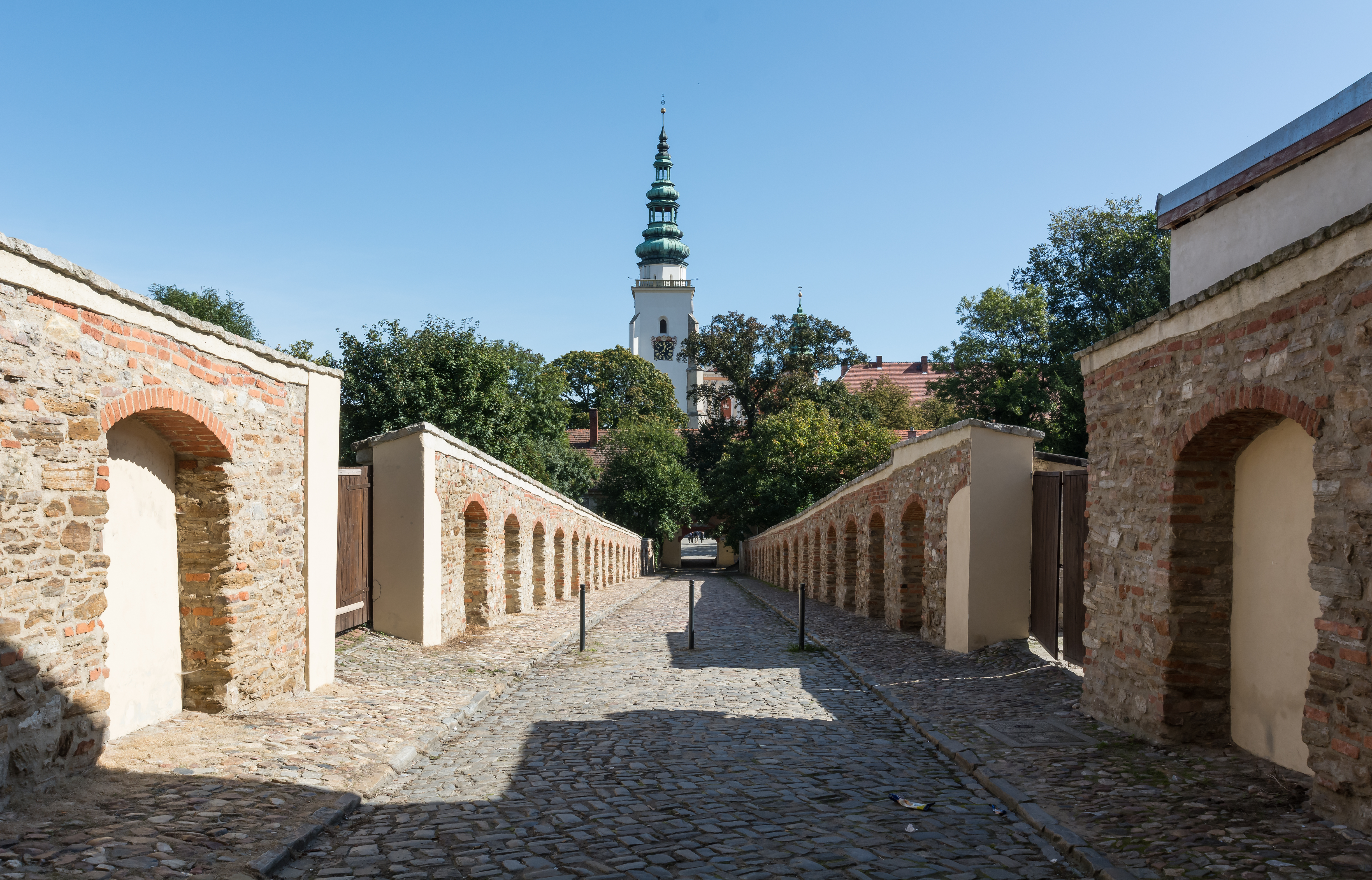
Vista da Abadia Henryków do lado do portão principal

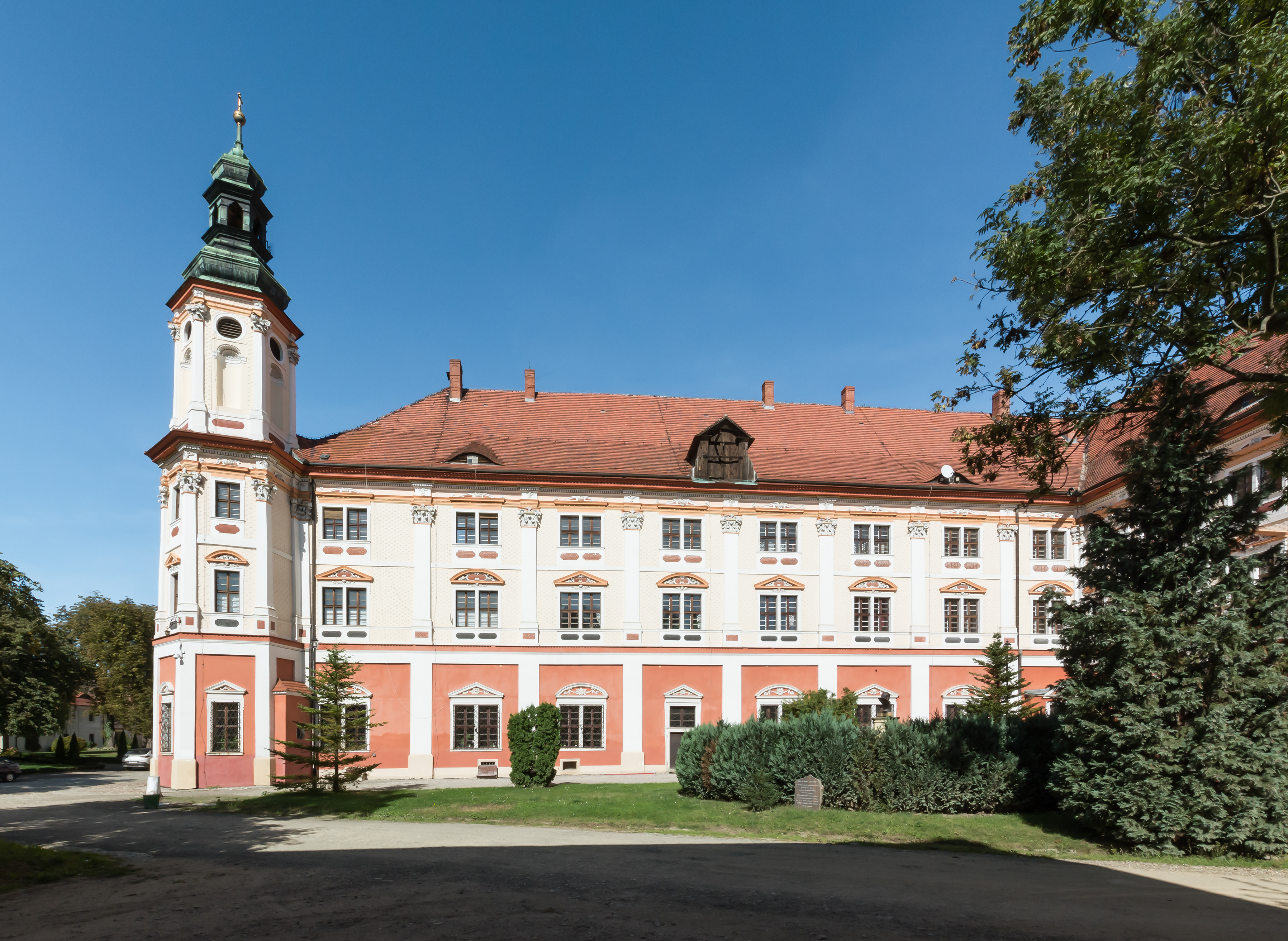
Construção de mosteiro

Após a Guerra dos Trinta Anos, são os anos de maior desenvolvimento e esplendor da abadia. O início da atividade pós-guerra foi difícil para os cistercienses devido à dívida considerável do mosteiro. Por este motivo, o Abade Kaspar Liebichen renunciou às suas funções. No entanto, seus dois sucessores, Melchior Welzel e Henryk Kahlert, restauraram o mosteiro à sua antiga glória, e seu sucessor, Tobias Ackermann, continuou o trabalho de desenvolvimento da abadia. Durante este período, a maioria dos edifícios da abadia barroca foram construídos. Foi realizado um programa de fortalecimento da fé dos moradores das aldeias vizinhas. A igreja do mosteiro, reconstruída em estilo barroco, passou a ser um lugar especial deste programa. São desse período os monumentos móveis mais valiosos, localizados tanto na igreja como na abadia. Em 1684 foi fundado o altar-mor, com a pintura Natal segundo São Bernardo de Michael Willmann em sua parte central. Outras pinturas de Willmann e Jan Liszka, esculturas de Maciej Steinl, Tomasz Weissfeldt, Jerzy Leonard Weber e uma das mais magníficas barracas monásticas rococó da Polônia, obra de entalhadores cistercienses desconhecidos, decoradas com baixos-relevos retratando cenas da vida de Jesus e a Mãe de Deus, também foram criadas naquela época. A igreja da abadia de Henryków tornou-se um importante santuário mariano e local de culto a São. Józef.
A força econômica da abadia naquela época foi evidenciada pela aquisição em 1699 da abadia cisterciense em Zirc, Hungria, destruída pelos turcos. Desde aquela época até a secularização do mosteiro, o Abade de Henryków foi o abade de dois mosteiros como parte de uma união pessoal. Por volta de 1760, a capela de São Maria Magdalena, que se tornou o mausoléu da dinastia dos Piastas de Ziębice.

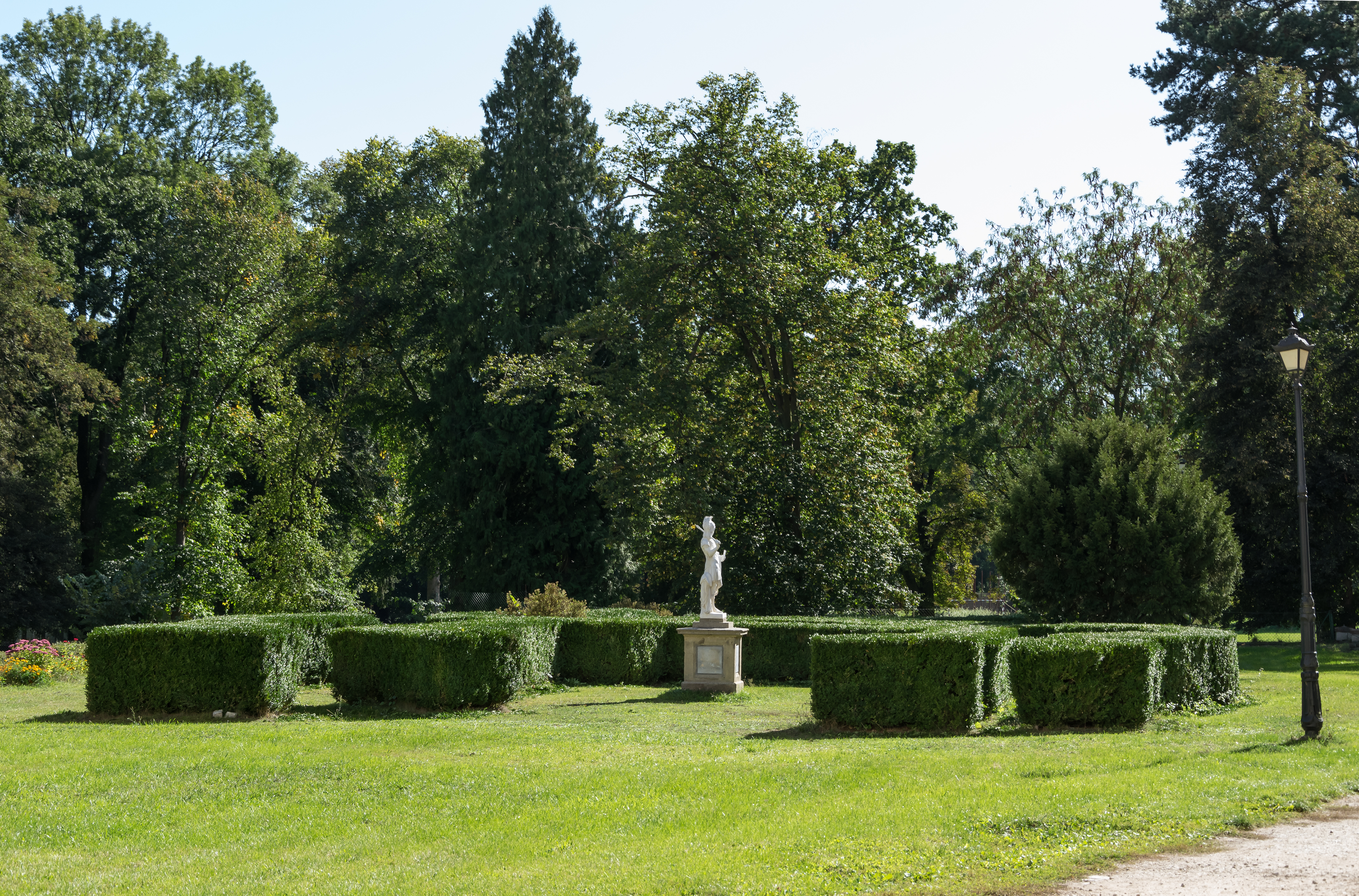
Jardins do mosteiro

O período das guerras da Silésia entre a Prússia e a Áustria em 1741-1762 interrompeu o desenvolvimento da abadia. O exército esteve estacionado no mosteiro várias vezes, saqueando o tesouro monástico. Elevadas contribuições de guerra foram impostas à abadia. O fim da operação do mosteiro foi trazido pelas guerras napoleônicas. Em 1801, as autoridades prussianas fecharam o ginásio do mosteiro e confiscaram a biblioteca do mosteiro com a mais rica coleção de livros da Silésia, com 132 manuscritos e 20.000 livros. Em 22 de novembro de 1810, o rei prussiano Frederico Guilherme III, em busca de renda para fortalecer o exército, anunciou um édito de secularização. Os monges foram obrigados a deixar o mosteiro, levando apenas o hábito, o breviário e a alimentação por dois dias. A abadia Henryków foi fechada após 582 anos de sua existência.

### A história da abadia após a secularização
Logo após a secularização, Henryków foi comprado pela rainha holandesa, Guilhermina da Prússia, irmã do rei da Prússia. O mosteiro foi ligeiramente reconstruído para ser usado como residência de magnata. Em 1863, foi herdada pelos príncipes saxões de Weimar. Os Weimars, embora fossem evangélicos, não destruíram os restos cistercienses no próprio edifício do mosteiro. Em 1879, um parque paisagístico foi criado no mosteiro, bem como um jardim de estilo italiano, claramente referindo-se ao layout do jardim em Weimar. Mais tarde, um hospital de elite para doentes mentais foi localizado nos edifícios da abadia. Durante o Terceiro Reich, uma fábrica militar foi instalada em Henryków, onde trabalhavam prisioneiros de Luxemburgo. No final da guerra, o mosteiro foi roubado e devastado.

## A abadia nos dias de hoje
Em 1949, a abadia Henryków foi devolvida às mãos dos cistercienses. Os monges de Szczyrzyc formaram seu priorado aqui. Eles ocuparam a igreja e a parte do mosteiro que agora é um convento. O resto do mosteiro foi inicialmente destinado a armazéns militares, depois a um centro de férias e recreação de uma das minas da Alta Silésia e, em 1965, a Plant Hodowli Roślin i Nasiennictwa e o Colégio Técnico de Agricultura de Sementes foram estabelecidos lá em 1965. Desde então, começou a lenta reconstrução da abadia. Em 1990, por iniciativa do Cardeal Henryk Gulbinowicz, toda a abadia tornou-se propriedade da Arquidiocese de Wrocław. Em 25 de setembro de 1990, um ramo do Seminário Maior Metropolitano de Wroclaw para os seminaristas do primeiro ano foi estabelecido nas instalações do convento Annus Propedeuticus. Nos anos seguintes, o edifício e os anexos do antigo mosteiro foram renovados e a área em torno do edifício foi desenvolvida. Em 28 de outubro de 2000, o Cardeal Joseph Ratzinger - mais tarde Papa Bento XVI.
Em 1997, o lar de idosos Caritas foi estabelecido. st. Jadwiga Śląska como oferta votiva do 46º Congresso Eucarístico Internacional, realizado em Wrocław, e em 2002 na parte do mosteiro por iniciativa do Card. Henryk Gulbinowicz, a Escola Secundária Católica de Educação Geral foi estabelecida.  Edmund Bojanowski (KLO), como uma escola particular masculina com os direitos de uma escola pública e destinada principalmente a jovens de famílias rurais pobres. A pensão KLO encontrou o seu lugar após uma grande renovação na antiga enfermaria do mosteiro em ruínas. Em 2004, o Arcebispo Marian Gołębiewski, o novo metropolitano de Wrocław, continuou a cuidar do mosteiro. Em 2005, em parte dos anexos, foram criadas as Oficinas de Terapia Ocupacional. João Paulo II dirigido pela Caritas diocesana.

## Monumentos históricos

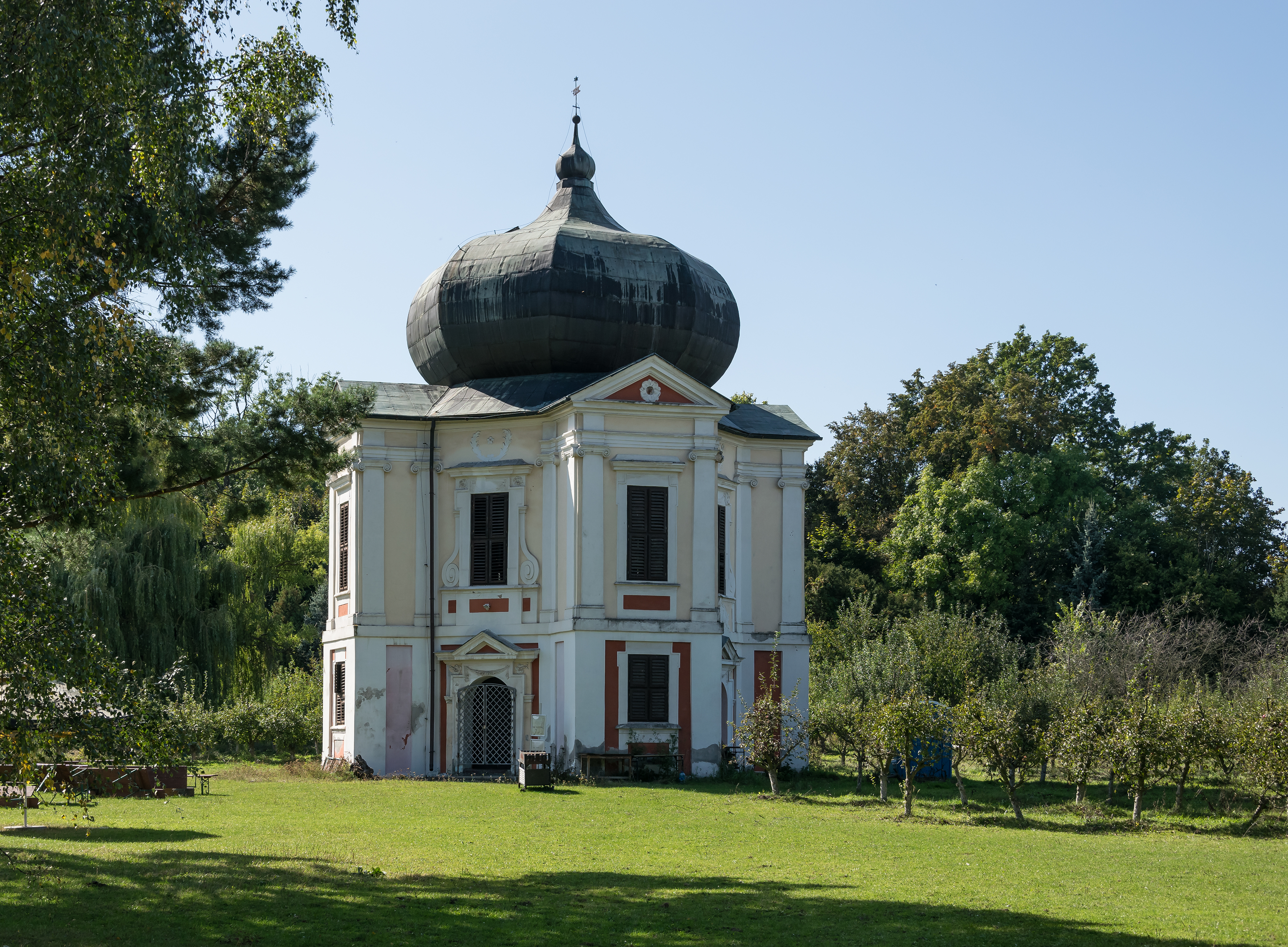
Pavilhão de jardim

A abadia cisterciense de Henryków é um grupo único de monumentos inscritos no registo de monumentos. De acordo com este registro, o complexo histórico inclui várias dezenas de edifícios, os mais importantes dos quais são:
- a igreja paroquial de Assunção da Bem-Aventurada Virgem Maria e João Batista, registro número A / 1682/7272 de 25 de novembro de 1949
- Mausoléu dos Piasts (Capela de Maria Madalena), reg.No. A / 4151/335 de 6 de novembro de 1956
- Mosteiro Cisterciense, agora um mosteiro, seminário, ginásio, residência, número de registro A / 1923/742 / Wł de 30 de abril de 1980
- prédio de hospital, atualmente um internato de escola secundária, número de registro A / 4156/868 / Wł de 21 de setembro de 1981

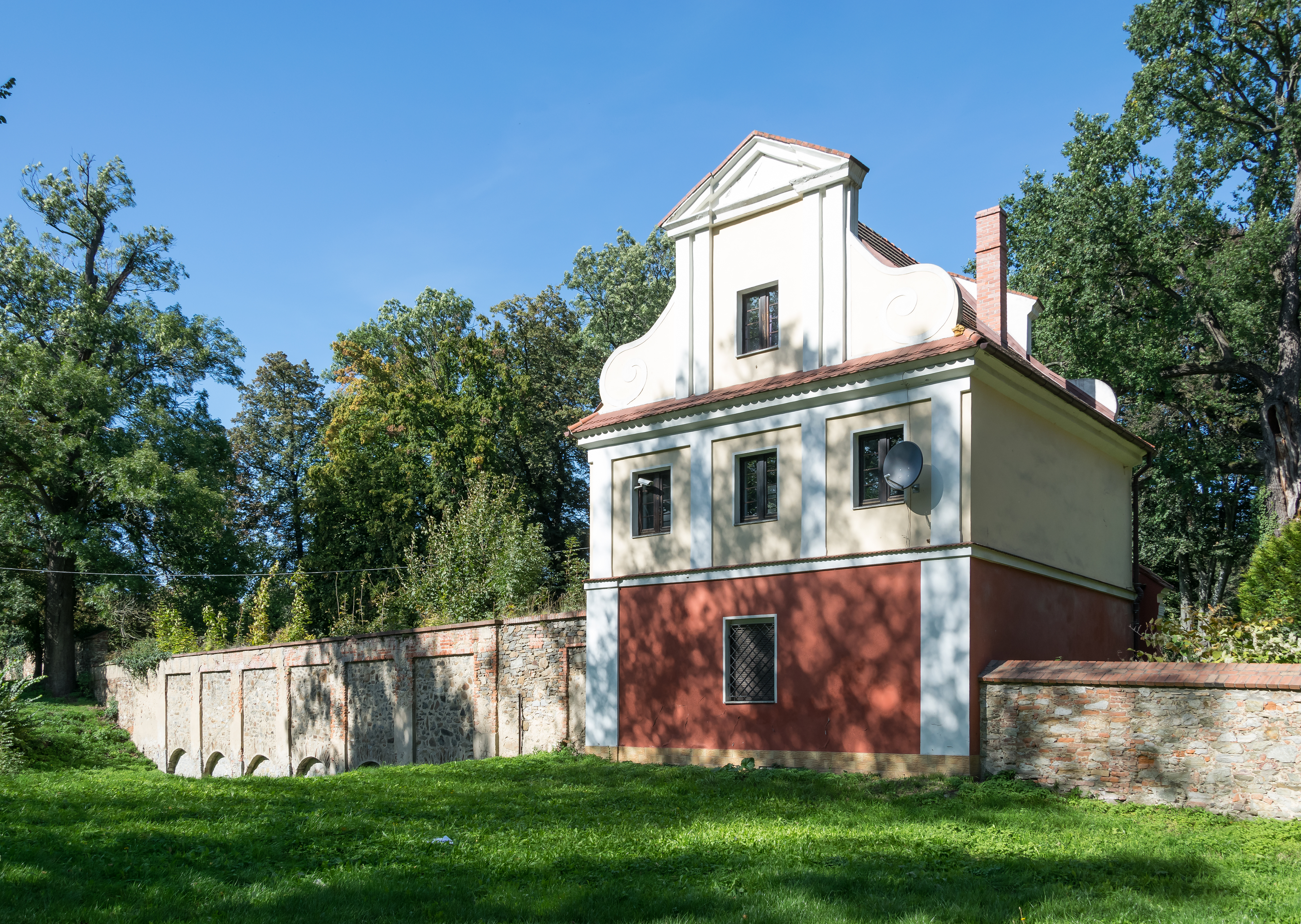
Edifício portão do parque

- Edifício portão do parqueEscola latina, atualmente uma casa residencial (anexo da abadia sudoeste), número de registro A / 4152/864 / Wł de 21 de setembro de 1981
- o apartamento dos funcionários, atualmente o lar de idosos da Caritas (anexo da abadia ocidental), reg.No. A / 4153/865 / Wł de 21 de setembro de 1981
- um estábulo com alojamentos, reg. No. A / 4154/866 / Wł de 21 de setembro de 1981
- cocheira, número de registro A / 4155/867 / Wł de 21 de setembro de 1981
- construção do portão superior, o portão de entrada principal da abadia, número de registro A / 4162/874 / Wł de 21 de setembro de 1981
- construção do portão do parque da abadia, número de registro A / 4160/872 / Wł de 21 de setembro de 1981

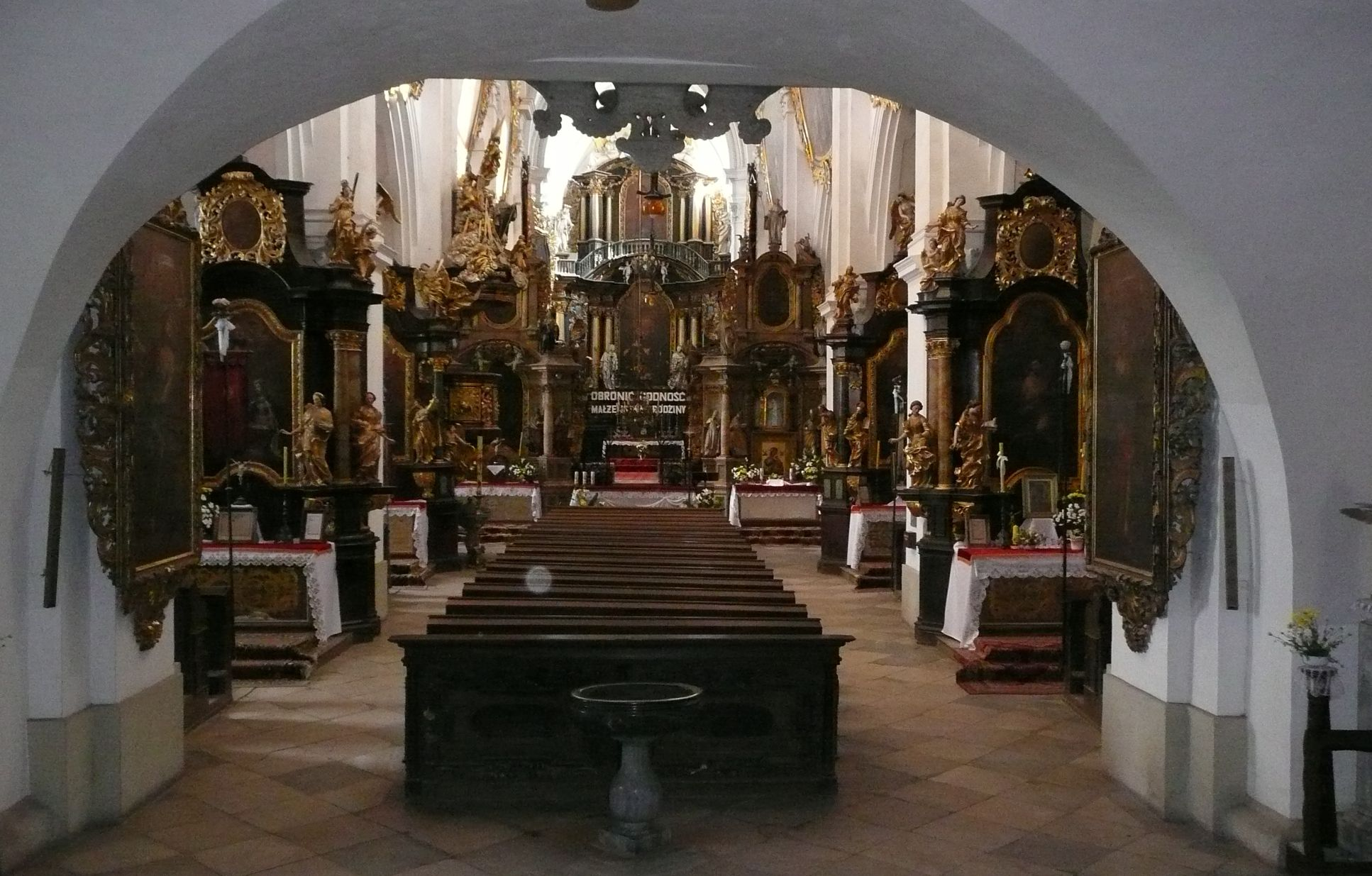
O interior da igreja Henryków visto do vestíbulo

- O interior da igreja Henryków visto do vestíbulolaranjal I, agora um ginásio, número de registro A / 4158/870 / Wł de 21 de setembro de 1981
- laranjal II
- pavilhão do jardim, número de registro A / 4157/869 / Wł de 21 de setembro de 1981
- casa do jardineiro, número de registro A / 4165/1014 / Wł de 21 de setembro de 1981
- jardins e parque do mosteiro, registro número A / 4166/293 de 1º de fevereiro de 1952
- igreja auxiliar de st. Andrzej, número de registro A / 1931/1047 / Wł de 30 de novembro de 1984

### Igreja

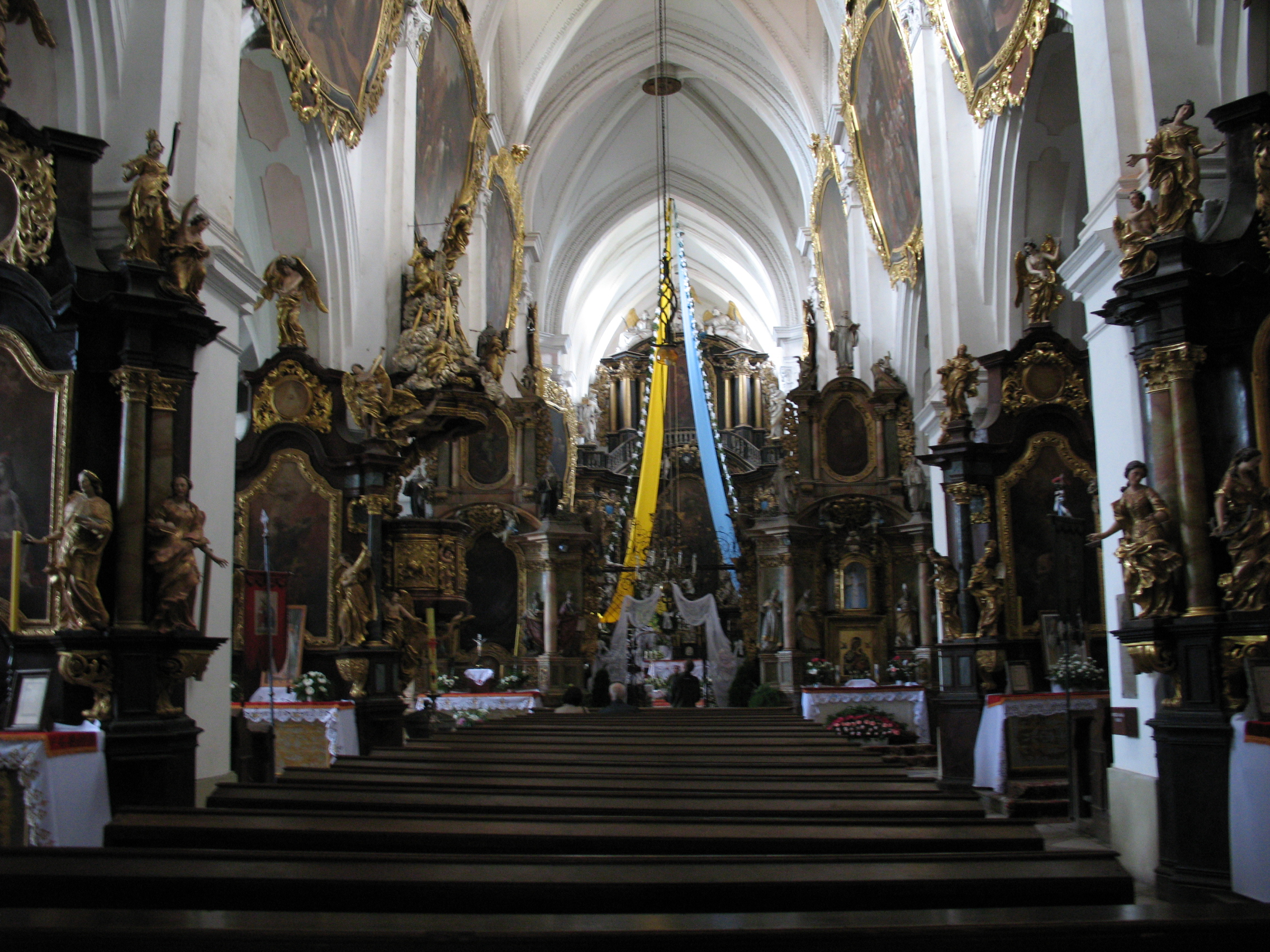
O interior da igreja em Henryków

Mosteiro da Igreja da Assunção da Bem-Aventurada Virgem Maria e São João Batista, hoje uma basílica menor que funciona como igreja paroquial, é o monumento mais antigo e valioso da abadia. A sua construção iniciou-se em 1241. A capela-mor e o transepto do gótico tardio são deste período. Em meados do século XIV, foi concluída a construção da nave gótica. No início do século XVI, duas capelas do gótico tardio, a Santa Cruz e o Santo Sepulcro, foram acrescentadas ao presbitério pelo nordeste. Em 1608, uma torre foi erguida no oeste. No século XVII, o templo foi reconstruído em estilo barroco, acrescentando mais duas capelas, a de S. José e a Santíssima Trindade e a fachada com capela que constitui o vestíbulo. Em 1753, a capela de São Maria Madalena, agora o Mausoléu dos Piasts. No mausoléu há uma lápide gótica do príncipe Bolek e sua esposa Jutta, uma das lápides duplas mais antigas da Polônia.

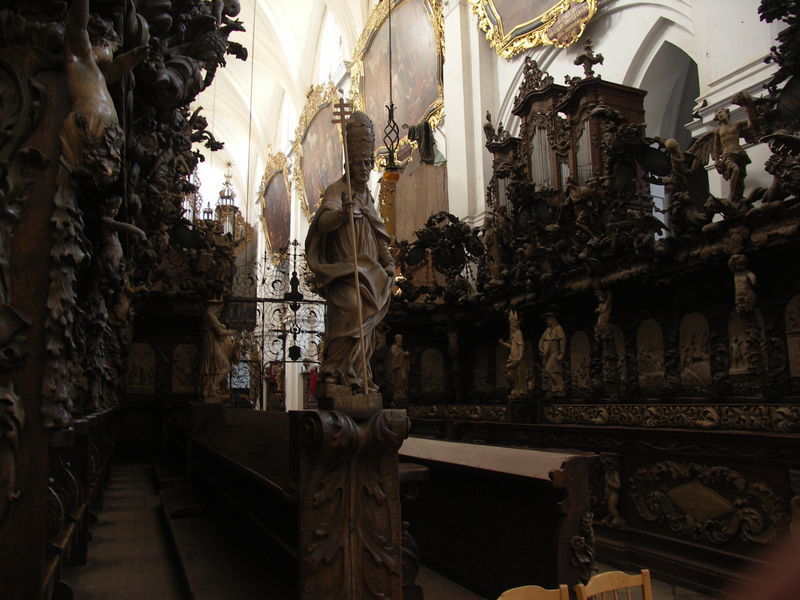
Barracas de igreja em Henryków

O altar principal, obra de Georg Schroetter, foi construído nos anos de 1681 a 1684. É decorada com duas pinturas de Michael Willmann, o grande Natal na visão de São. Bernard e O maior Salvador do mundo. À esquerda, a grande pintura é cercada por esculturas de São. Benedict, St. João Batista e São Pedro, e à direita St. Bernard, St. João Evangelista e São Paul. No altar lateral encontra-se a figura da Mãe de Deus com o Menino, conhecida como Mãe da Língua Polaca. Em 1952 foi coroado com coroas episcopais.
As barracas barrocas são um objeto muito bonito da igreja. Eles são um trabalho notável de talha da Silésia. O tronco de carvalho renascentista das bancas data de 1567, a decoração é ricamente entalhada com acantos e conchas. Os fundos decorados com 36 baixos-relevos representando cenas da vida de Cristo, foram feitos de madeira de tília. Depois de 1700, as lojas do abade e do prior foram adicionadas, e o todo foi enriquecido com quatro pares de figuras independentes de São Gregório Magno, Eugênio III, São Jerome, Konrad de Poitiers, St. Bento e São Bernard.

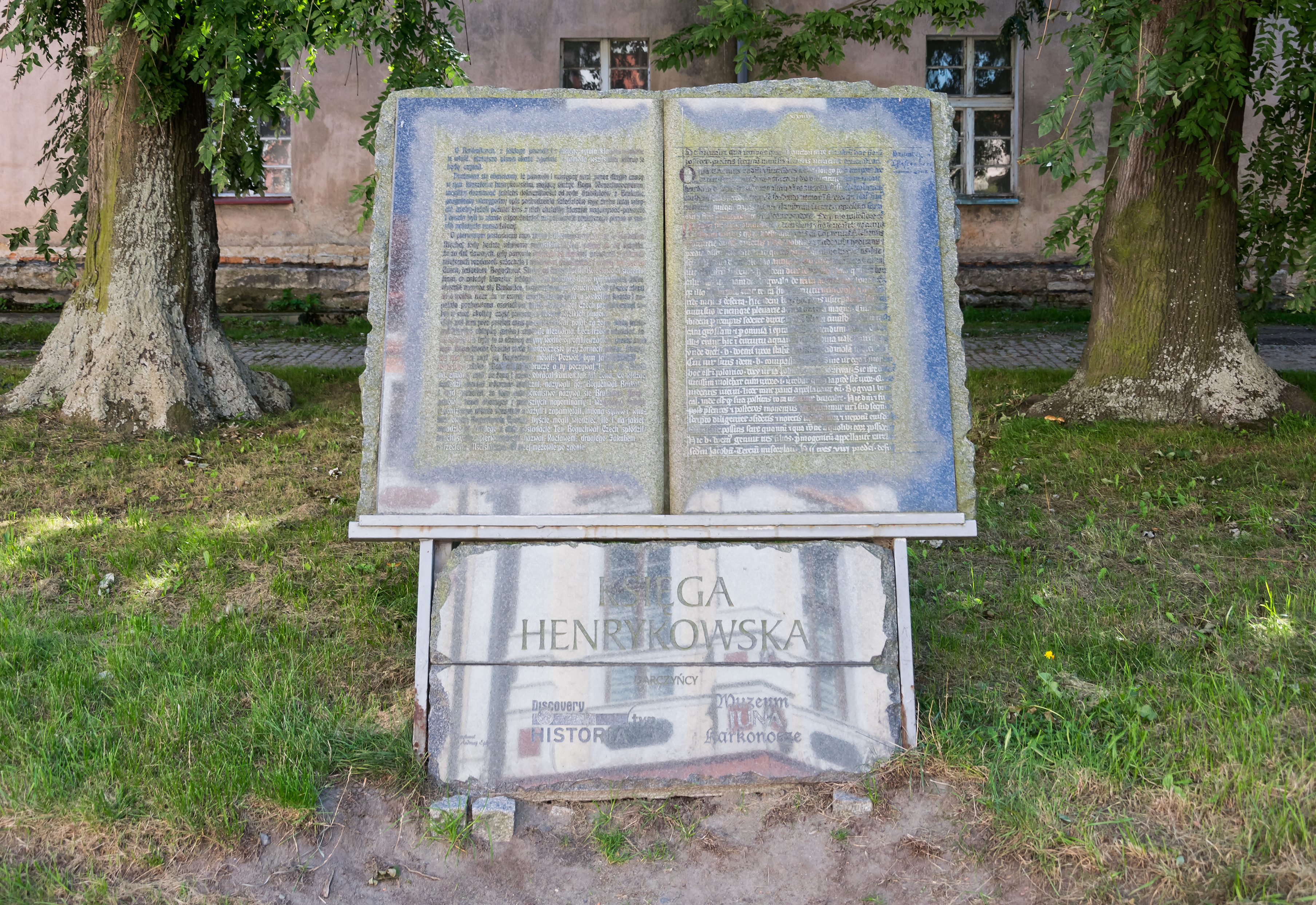
Monumento ao Livro de Henryków no pátio da abadia

O órgão, obra de mestres Świdnica, data de meados do século XVII e é o mais antigo da Silésia. O conjunto é complementado por 14 pinturas barrocas que retratam a vida e a lenda de São Bernardo, colocado na parte superior da nave.

### Complexo de mosteiro

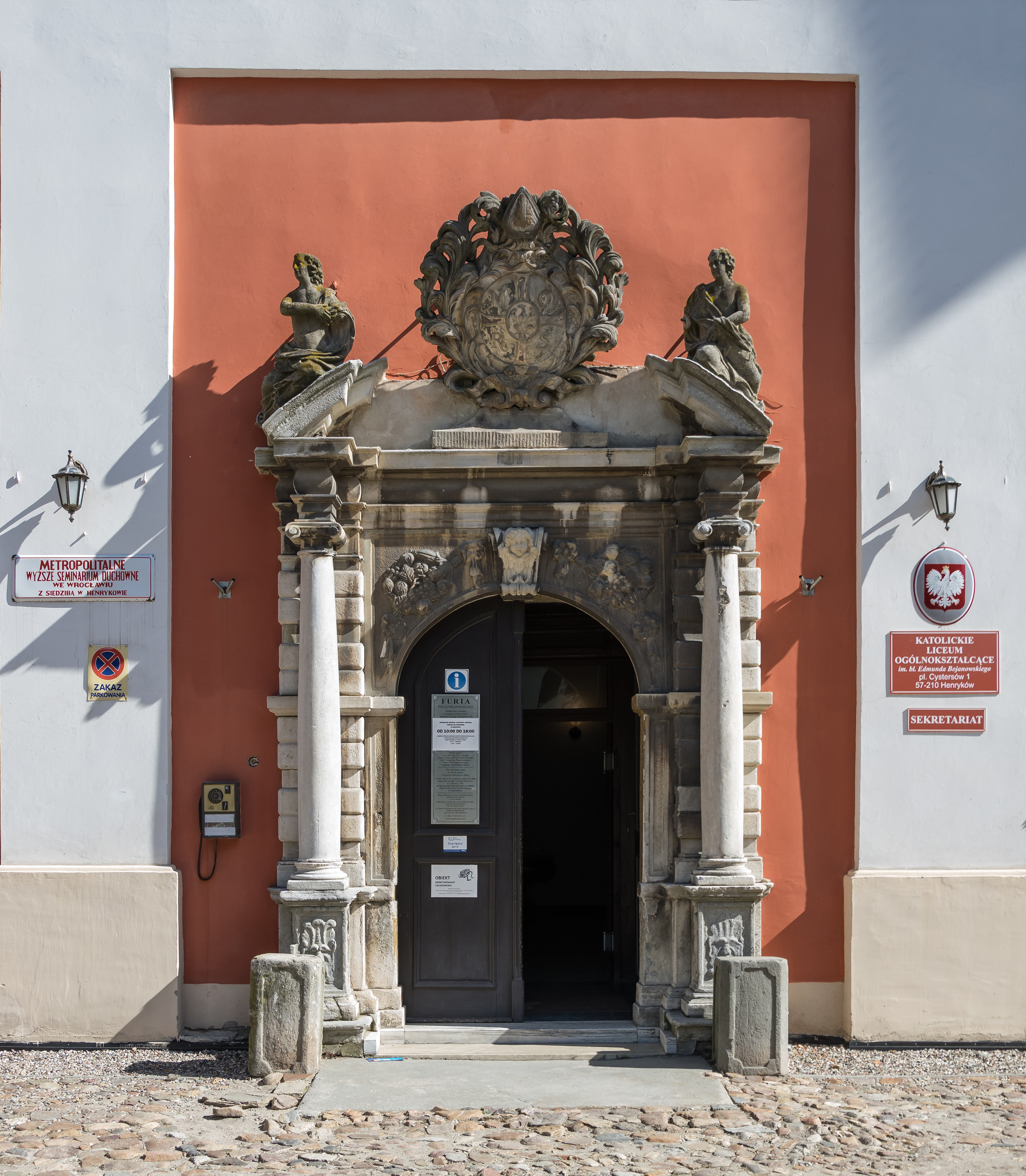
Portal no prédio do mosteiro

O edifício do mosteiro barroco foi construído nos anos 1681–1702. Na segunda metade do século XIX, foi reconstruída em uma praça. Estabelecido em torno de um pátio retangular com uma ala sul estendida. Existem três portais barrocos que conduzem ao interior dos 300 quartos: os portais do tribunal com a figura de Themis, os portais do mosteiro com St. Bento e abades com o brasão do abade. Há um refeitório barroco no térreo e salas representativas no primeiro andar: Książęca, Purpurowa, Dębowa e Papieska. O Oak Room tem um parquet ricamente embutido e painéis decorados com guirlandas de flores e frutas (todas feitas por entalhadores Henryk). A Sala Púrpura, destinada a receber convidados ilustres, possui paredes e estofados roxos, além de lareira em mármore. Existem seis pinturas de Willmann retratando os fundadores da abadia. No refeitório existe um fogão decorativo rococó multicolorido (cada azulejo pintado à mão) e bancos de carvalho do século XVIII. A capela do seminário é decorada com painéis renascentistas.
O pátio do mosteiro é cercado por edifícios residenciais e edifícios agrícolas. Ao redor do mosteiro existe um parque barroco com um jardim da abadia preservado em sua forma original. No seu centro existe um edifício - a antiga sala de jantar de verão dos abades. Ao lado do mosteiro, foi erguido um monumento para comemorar a criação do Livro de Henryków neste local, que é um objeto histórico tão famoso quanto a própria abadia.
O parque do mosteiro abriga o terceiro teixo mais antigo da Polônia.